# Cofactor de BRCA1
El cofactor de BRCA1, también conocido como COBRA1, es un gen humano que codifica la proteína NELF-B. NELF-B es una de las subunidades del factor de elongación negativo (NELF), que también incluye NELF-A (WHSC2; MIM 606026), NELF-C o NELF-D (TH1L; MIM 605297) y NELF-E (RDBP; MIM 154040). NELF actúa junto con el factor de inducción de sensibilidad a DRB (DSIF), un heterodímero de SPT4 (SUPT4H1; MIM 603555) y SPT5 (SUPT5H; MIM 602102), para dar lugar a una pausa transcripcional de la ARN polimerasa II (véase MIM 180660). COBRA1 fue identificado inicialmente en experimento de doble híbrido en levadura utilizando el dominio BRCT1 de la proteína BRCA1 como cebo.

## Interacciones
El cofactor de BRCA1 ha demostrado ser capaz de interaccionar con:
- Receptor de estrógeno alfa[5]
- TH1L[6][7]
- RDBP[8][7]
- c-Jun[9]
- BRCA1[10]
- c-Fos[9]